# Bouvardia bouvardioides
Bouvardia bouvardioides là một loài thực vật có hoa trong họ Thiến thảo. Loài này được (Seem.) Standl. mô tả khoa học đầu tiên năm 1921.